# Cubiria inflata
Cubiria inflata is een hooiwagen uit de familie Zalmoxioidae.